# 第73回NHK紅白歌合戦
『第73回NHK紅白歌合戦』（だい73かいエヌエイチケイこうはくうたがっせん）は、2022年（令和4年）12月31日に放送の通算73回目のNHK紅白歌合戦。前年はNHKホールの耐震化工事の影響により東京国際フォーラム・ホールAをメイン会場としていたが、『第70回』以来3年振りのNHKホールでの有観客開催となった。

## 放送まで
日付はいずれも2022年。
9月1日
NHK会長の定例会見でNHKホールでの開催を発表。
10月6日
放送日時の発表と同時に観覧募集開始。また、NHKホールでの有観客開催は第70回以来3年振りとなる。
10月10日
昨年に引き続き「紅組・白組はじめご出演いただくすべての歌手・アーティストを応援する存在になる」として区別のない「新総合司会」者が発表された。あわせて、「2022年の最後をしめくくる時間に歌で“平和の尊さ”や“希望にあふれた愛”を感じてもらいたい」として、本年のテーマが「LOVE & PEACE－みんなでシェア!－」に決まったことも発表された。ロゴは「ハートとピースサイン」を組み合わせたものになっている。
11月16日
出場歌手が発表された。今回は発表会見のライブ配信を公式サイトで行った。
12月5日
白組追加出場歌手として、藤井風が出場することが発表された。
12月7日
特別企画で、松任谷由実 with 荒井由実が出場することが発表された。現在の松任谷由実と最新のAI技術で当時の歌声が再現された「荒井由実」とのコラボレーションでの出場となる。
12月8日
特別企画で、加山雄三が出場することが発表された。なお、加山が年内いっぱいでコンサート活動から引退するため今回の紅白が最後のライブパフォーマンスとなり、また85歳での史上最高齢出場となった。
12月10日
NiziUが「CLAP CLAP」を紅白スペシャルバージョンの“クラップダンス”で歌唱することが先行発表された。またステージで使用される「踊ってみた」動画の募集を開始。
12月12日
紅組追加出場歌手として、既に出場が決まっているmilet、Aimer、Vaundyとゲスト出演の幾田りらのユニット「milet×Aimer×幾田りら×Vaundy」が出場することが発表された。合わせてYouTubeチャンネル「THE FIRST TAKE」で披露されたVaundyプロデュースの「おもかげ (produced by Vaundy)」を披露することが先行発表された。おもかげはTV初歌唱となる。
特別企画でMISIAが東京ディズニーシーでスタートしたナイトタイムエンターテイメント「ビリーヴ！シー・オブ・ドリームス」と一夜限りのコラボレーションをすることが発表された。
12月14日
特別企画で、back numberが初出場することが発表された。
12月16日
純烈の応援ゲストとしてダチョウ倶楽部、有吉弘行が出演し、「プロポーズ」と猿岩石の「白い雲のように」を歌唱することが発表された。
12月17日
副音声の実況トーク「紅白ウラトークチャンネル」の2年ぶりの放送が決定し、合わせてウラトークの司会も発表された。
12月18日
特別企画で桑田佳祐 feat. 佐野元春, 世良公則, Char, 野口五郎が出場することが発表された。
12月19日
特別企画でTHE LAST ROCKSTARSが初出場することが発表された。
12月20日
オープニングテーマを東京スカパラダイスオーケストラが担当することが発表された。
12月21日
特別企画でディズニースペシャルメドレーを紅白出場歌手と司会者で行うことを発表。
ゲスト審査員及び審査方法（後述）が発表された。
12月22日
曲目が発表された。
12月23日
特別企画で、安全地帯が出場することが発表された。出場発表当日にドラムの田中裕二の訃報があったため、追悼文が掲載された。
12月26日
曲順が発表された
12月29日
特別企画として出演が予定されている桑田佳祐 feat. 佐野元春, 世良公則, Char, 野口五郎のゲストミュージシャンとして大友康平、原由子、ハマ・オカモトのゲスト出演が決定した。

## 当日のステージ
今回は、NHKホールに加えてNHK放送センター内のCT-101スタジオ・CT-102スタジオの3か所で放送。

### 前半
- オープニングは司会の大泉洋、橋本環奈、櫻井翔（嵐）がステージ裏で挨拶した後、NHKホールに登場し東京スカパラダイスオーケストラの演奏する「愛の讃歌」とともに登場した。各司会者は一昨年より続けて和装の着用はせず、橋本は赤のドレス、大泉は白のスーツ、櫻井は黒のスーツをそれぞれ着用した[27]。
- SixTONESは、初めて白組トップバッターを担当した[28]。
- 天童よしみも今回初めて紅組トップバッターを担当。なかやまきんに君と高岸宏行（ティモンディ）が牽引する宝船に乗って登場した[29]。
- 郷ひろみは、番組では自身最多となる4曲のメドレーを披露した。「林檎殺人事件」を橋本とデュエットしたほか、お笑い芸人[注 1]やものまね芸人[注 2]が郷の応援に参加した[30]。「ジャンケンポンGO!!」では会場とデータ放送による郷とのじゃんけん対決が行われ、郷はパーを出した[31]。
- 初出場のなにわ男子のステージでは、視聴者がTwitterのいいね、リツイートとデータ放送の決定ボタンを押した総数によって演出が変化した[注 3]。総数は曲紹介中に72,800を超え、最終的に100万を超えた[32]。
- 水森かおりのステージでは、松丸亮吾とのコラボで謎解きの演出が行われた。大泉の台本が楽屋から盗まれ、その犯人を松丸が目撃したという設定で曲中にヒントが隠された。なお、犯人は櫻井だった[33]。放送終了後には、松丸による解説動画がアップロードされた[34]。
- 山内惠介のステージには、応援に乃木坂46[注 4]とプロ野球・北海道日本ハムファイターズのファイターズガールが登場し「きつねダンス」を披露した[35]。続く日向坂46のステージにはファイターズガールと山内が参加した[36]。

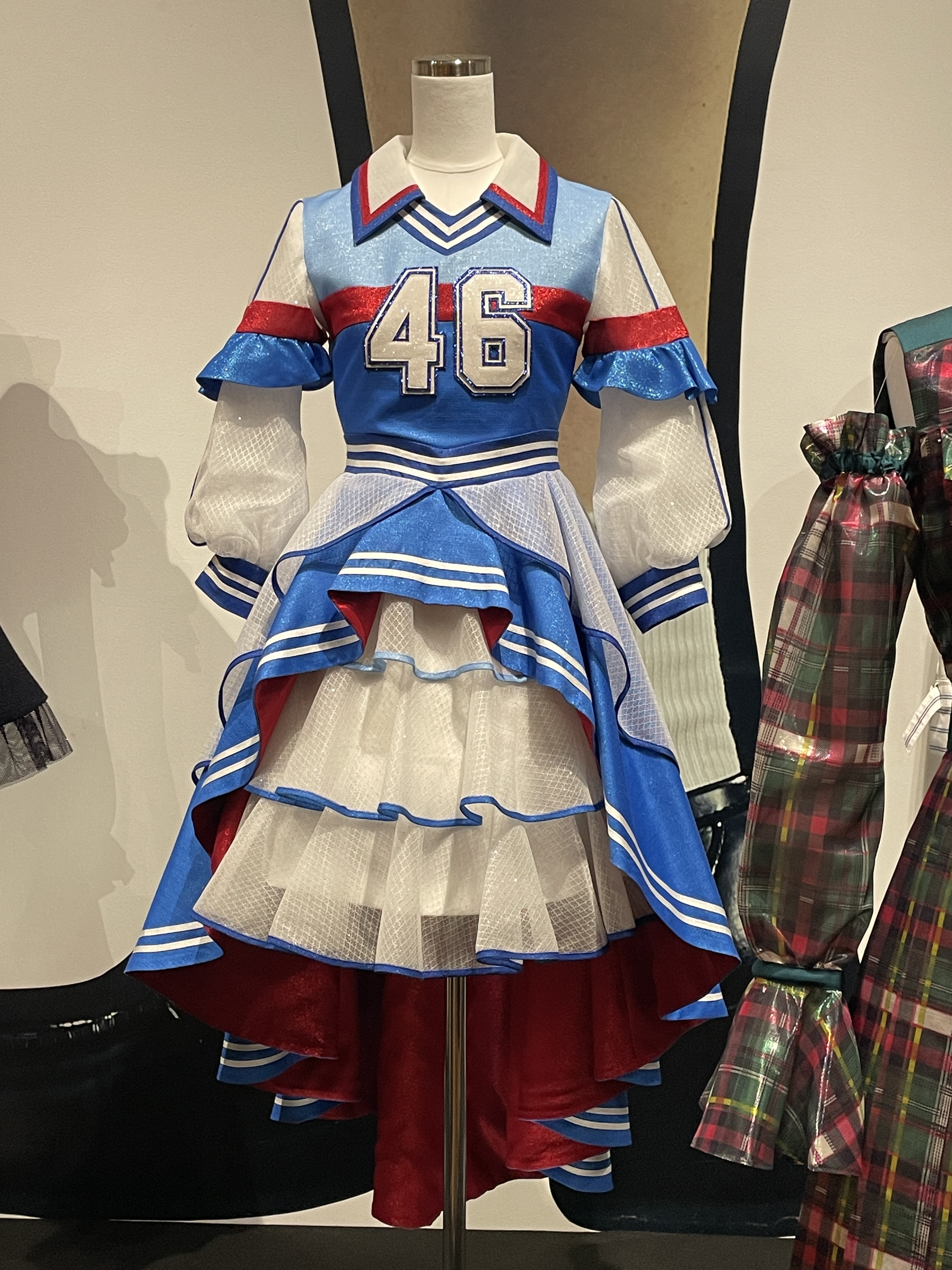
六本木ミュージアムの日向坂46展「WE R!」で展示された『キツネ』を披露した際の日向坂46の歌唱衣装（2024年5月13日撮影）

- SEKAI NO OWARIのステージには、郷ひろみ、JO1、SixTONES、NiziU、乃木坂46[注 5][37]がダンスで参加した[38]。
- Aimerの曲紹介では、自身が主題歌を担当したアニメ『鬼滅の刃 遊郭編』から主人公の竈門炭治郎が応援メッセージを寄せ、曲中では宇髄天元の台詞が流れた[39]。
- 坂本冬美は前半トリで登場し、東京スカパラダイスオーケストラの演奏で美空ひばりの「お祭りマンボ」をカバーした。ステージ上では全国各地の祭りが再現され、北海道出身の大泉は「よさこいソーラン」に、福岡県出身の橋本は「博多どんたく」にそれぞれ参加した[40]。
- 前半の歌唱終了後、この年の大河ドラマ『鎌倉殿の13人』の主人公・北条義時役の小栗旬と、翌年の大河ドラマ『どうする家康』の主人公・徳川家康役でゲスト審査員の松本潤（嵐）の大河ドラマバトンタッチセレモニーが行われた[41]。
- 中断の『NHKニュース』は後半開始30秒前に終了した。最後の30秒は紅白歌合戦終了直後より放送の『ゆく年くる年』の告知を兼ねて、リポーターの三條雅幸と首藤奈知子が神奈川県鎌倉市・鶴岡八幡宮より中継で登場し、NHK受信料支払いへの感謝を述べた[42]。

### 後半
- 後半トップバッターのウタは、映画『ONE PIECE FILM RED』の映像とともに歌唱した。主人公のモンキー・D・ルフィが曲紹介し、LE SSERAFIM、JO1、BE:FIRST、乃木坂46[注 6]がダンスで参加した。曲の最後には、原作者の尾田栄一郎が紅白のために描き下ろしたイラストが映された[43]。
- 三山ひろしは6年連続でけん玉ギネス世界記録に挑戦し、今回は記録更新となる127人に挑戦した。三山が127人目で決め、初めて3年連続で成功した。出場歌手とゲストからは豆原一成（JO1）、SOTA（BE:FIRST）、テツ（テツandトモ）、DJ KOO（TRF）の4名が参加した[44]。
- TWICEは、同じJYPエンターテインメント所属で後輩のNiziUと紅白では初共演となった[45]。
- 特別企画『ディズニースペシャルメドレー』では、NHKホールから大泉と橋本が「星に願いを」を、IVE、Snow Man、BE:FIRST、日向坂46[注 7]、櫻井が「ジャンボリミッキー!」を、MISIAが東京ディズニーシーから「君の願いが世界を輝かす」をそれぞれ披露した[46]。
- Vaundyは白組で「怪獣の花唄」を歌唱後、紅組で「おもかげ」をmilet、Aimer、幾田りらと共演した[47]。同一回での紅白両組での出場は、第69回（2018年）のYOSHIKI以来2人目となった。
- 純烈の小田井涼平は、この日をもってグループを卒業した。ステージではメンバー4人で「プロポーズ」を歌唱した後、有吉、ダチョウ倶楽部（肥後克広・寺門ジモン）とのコラボで猿岩石の「白い雲のように」をカバーした。曲の最後には全員で持ちギャグの「ヤー！」を披露し、この年の5月11日に亡くなった上島竜兵を偲んだ[48]。
- back numberのステージでは、当初発表されていた「アイラブユー」に加え、サプライズで「高嶺の花子さん」も披露された[49]。
- 乃木坂46の曲紹介では、この日をもって卒業した齋藤飛鳥と2代目キャプテンで齋藤と同期の秋元真夏がコメントした。ステージでは、自身初のセンターを務めた「裸足でSummer」を過去の映像とともに披露した。齋藤もこの日を、秋元も翌年2月26日[50]を、鈴木絢音は同3月28日[51]を、北川悠理も同6月30日[52]を、早川聖来は同8月24日をもってグループを卒業し、今回がメンバーとして最後の出場となった。また掛橋沙耶香が休業中のため不参加となり、小川彩は出演時間の関係でオープニングのみの参加となった[53]。
- 工藤静香は、「嵐の素顔」に続き「黄砂に吹かれて」を、長女でフルート奏者のCocomiの演奏で歌唱した[54]。
- King & Princeは、メンバーの平野紫耀、岸優太、神宮寺勇太が翌年5月22日をもってグループを脱退した[注 8][55]ため、5人体制では最後の出場となった。曲紹介では、平野がこの事について触れ、永瀬廉がファンへの感謝を述べた[56]。
- 史上最年長（85歳8ヶ月）で出場した加山雄三は、この日をもってコンサート活動を引退した[57]。
- 篠原涼子のステージには、作曲家の小室哲哉がピアノで参加した。小室の出演は第51回（2000年）以来22年ぶり[58]。
- ゆずは、第54回（2003年）以来19年ぶりに「夏色」を歌唱した。終盤では、観客とステージ上に加わった関ジャニ∞の「もう1回！」の掛け声に応えてサビを繰り返し演奏した。続けて北川悠仁が関ジャニ∞に楽曲提供した「T.W.L」を2組の共演で歌唱した[59]。
- 星野源のステージは、放送後にYouTubeで公開された[60][61]。
- この日をもって歌手活動を休養した氷川きよしは、巨大な不死鳥のセットに乗って歌唱した[62]。
- 松任谷由実の曲紹介には、あいみょんと郷ひろみが登場した。CT-101スタジオでAI荒井由実と「Call me back」をコラボした後、NHKホールに登場し「卒業写真」を歌唱した。歌唱後、自身と郷がともにデビュー50周年であることに触れ、60周年でも紅白で再会することを約束した[63]。
- KinKi Kidsの曲紹介では、山下達郎がサプライズでメッセージを寄せた[64]。ステージでは、山下作曲のデビュー曲「硝子の少年」と、この年KinKi Kidsが作詞、山下が作曲した「Amazing Love」を歌唱した。
- 安全地帯のステージでは、当初発表されていた「I Love Youからはじめよう」の前に、玉置浩二がサプライズで「メロディー」を歌唱した[65]。
- 石川さゆりは、和楽器と東京フィルハーモニー交響楽団の演奏とともに歌唱した[66][65]。
- 桑田佳祐 feat. 佐野元春, 世良公則, Char, 野口五郎は、軽音楽部の部室を模したステージでパフォーマンスした。世良、Char、野口が3人がセッションしているところに桑田が入室し、この日をもってコンサート活動を引退した加山へリスペクトを込めて「夜空の星」を4人で演奏した。その後、佐野とゲストの大友康平（HOUND DOG）、原由子（サザンオールスターズ）、ハマ・オカモト（OKAMOTO'S）が加わり、「時代遅れのRock'n'Roll Band」を披露した[67]。桑田はミュージックビデオと同様、 ウクライナの国旗[注 9]と同じ青と黄色の模様がデザインされたギターストラップを着用して同曲を歌唱している[69][70]。
- 4年連続で紅組のトリを務めたMISIAは、巨大な達磨のセットをバックに、翌年の干支の兎をモチーフにした衣装で歌唱した[71]。
- 「蛍の光」の合唱は例年結果発表後に行われるが、今回初めて結果発表前に行った[72]。

### 結果
ゲスト審査員・会場審査員・視聴者審査員のそれぞれで優勢な方に1ポイントを与える3ポイント制となり、全組終了後の最終審査で集計を行い2ポイントを取った方が優勝となる。
- ゲスト審査員（別記）：紅組（7 - 3）
- 会場審査員（NHKホールの観客全員）：白組（821 - 1,561）
- 視聴者審査員（総合テレビ・BS4K・BS8Kの視聴者 定員なし）：白組（1,586,214 -2,685,356）

総合結果は白組が優勝で3年ぶりの優勝となった。
なお、視聴者による中間投票が行われなくなった。

## 出場歌手
紅組、      白組、      特別企画、      初出場、      返り咲き。
| 曲順 | 組   | 歌手名             | 回 | 曲目                                    |
| ---- | ---- | ------------------ | -- | --------------------------------------- |
| 1    | 白   | SixTONES           | 3  | Good Luck!                              |
| 2    | 紅   | 天童よしみ         | 27 | ソーラン祭り節                          |
| 3    | 紅   | 緑黄色社会         | 初 | Mela!                                   |
| 4    | 白   | 郷ひろみ           | 35 | GO!GO!50周年!!SPメドレー                |
| 5    | 白   | なにわ男子         | 初 | 初心LOVE（うぶらぶ）                    |
| 6    | 紅   | 水森かおり         | 20 | 九十九里浜〜謎解き紅白スペシャル〜      |
| 7    | 紅   | LE SSERAFIM        | 初 | FEARLESS -Japanese ver.-                |
| 8    | 白   | Saucy Dog          | 初 | シンデレラボーイ                        |
| 9    | 白   | 山内惠介           | 8  | 恋する街角〜きつねダンスRemix〜         |
| 10   | 紅   | 日向坂46           | 4  | キツネ                                  |
| 11   | 白   | JO1                | 初 | 無限大                                  |
| 12   | 紅   | milet              | 3  | Fly High                                |
| 13   | 紅   | NiziU              | 3  | CLAP CLAP                               |
| 14   | 白   | 鈴木雅之           | 5  | 違う、そうじゃない                      |
| 15   | 白   | BE:FIRST           | 初 | Shining One                             |
| 16   | 紅   | SEKAI NO OWARI     | 6  | Habit                                   |
| 17   | 白   | 三浦大知           | 4  | 燦燦                                    |
| 18   | 紅   | IVE                | 初 | ELEVEN -Japanese ver.-                  |
| 19   | 白   | Snow Man           | 2  | ブラザービート〜紅白みんなでシェー!SP〜 |
| 20   | 紅   | Perfume            | 15 | 紅白 Medley 2022                        |
| 企画 | 企画 | THE LAST ROCKSTARS | 初 | THE LAST ROCKSTARS                      |
| 21   | 紅   | Aimer              | 初 | 残響散歌                                |
| 22   | 紅   | 坂本冬美           | 34 | お祭りマンボ〜スカパラSP〜              |

| 曲順 | 組   | 歌手名                                            | 回 | 曲目                                  |
| ---- | ---- | ------------------------------------------------- | -- | ------------------------------------- |
| 23   | 紅   | ウタ                                              | 初 | 新時代                                |
| 24   | 白   | King Gnu                                          | 2  | Stardom                               |
| 25   | 白   | 三山ひろし                                        | 8  | 夢追い人〜第6回けん玉世界記録への道〜 |
| 26   | 紅   | TWICE                                             | 4  | Celebrate                             |
| 企画 | 企画 |                                                   |    | ディズニースペシャルメドレー          |
| 27   | 白   | Vaundy                                            | 初 | 怪獣の花唄                            |
| 28   | 紅   | milet×Aimer×幾田りら×Vaundy                       | 初 | おもかげ                              |
| 29   | 白   | 純烈（ダチョウ倶楽部・有吉弘行）                  | 5  | プロポーズ〜白い雲のように            |
| 企画 | 企画 | back number                                       | 初 | アイラブユー                          |
| 企画 | 企画 | back number                                       | 初 | 高嶺の花子さん                        |
| 30   | 紅   | 乃木坂46                                          | 8  | 裸足でSummer                          |
| 31   | 紅   | 工藤静香                                          | 9  | 35周年SPメドレー                      |
| 32   | 白   | King & Prince                                     | 5  | ichiban                               |
| 33   | 白   | Official髭男dism                                  | 3  | Subtitle                              |
| 34   | 紅   | あいみょん                                        | 4  | ハート〜君はロックを聴かない          |
| 企画 | 企画 | 加山雄三                                          | 18 | 海 その愛                             |
| 35   | 紅   | Superfly                                          | 6  | Beautiful                             |
| 36   | 白   | 藤井風                                            | 2  | 死ぬのがいいわ                        |
| 37   | 紅   | 篠原涼子                                          | 2  | 恋しさと せつなさと 心強さと 2023     |
| 38   | 白   | ゆず                                              | 13 | 夏色                                  |
| 39   | 白   | 関ジャニ∞                                         | 11 | T.W.L                                 |
| 40   | 白   | 星野源                                            | 8  | 喜劇                                  |
| 企画 | 企画 | 氷川きよし                                        | 23 | 限界突破×サバイバー                   |
| 企画 | 企画 | 松任谷由実 with 荒井由実                          | 6  | Call me back                          |
| 企画 | 企画 | 松任谷由実 with 荒井由実                          | 6  | 卒業写真                              |
| 41   | 白   | KinKi Kids                                        | 2  | 25th Anniversary Medley               |
| 企画 | 企画 | 安全地帯                                          | 2  | I Love Youからはじめよう              |
| 42   | 紅   | 石川さゆり                                        | 45 | 天城越え                              |
| 企画 | 企画 | 桑田佳祐 feat. 佐野元春, 世良公則, Char, 野口五郎 | 初 | 時代遅れのRock'n'Roll Band            |
| 43   | 紅   | MISIA                                             | 7  | 希望のうた                            |
| 44   | 白   | 福山雅治                                          | 15 | 桜坂                                  |

脚注
1. ↑  過去に企画枠のゲストとして1回出演、メンバーの髙地優吾・松村北斗は過去にNYC boysとして1回出場。森本慎太郎はスノープリンス合唱団として企画枠で1回出演。
2. ↑  「男の子女の子」「林檎殺人事件」（橋本環奈とのデュエット）「GOLDFINGER'99」「ジャンケンポンGO!!」を順に披露。
3. ↑  過去に関ジャニ∞のサポートダンサーとして1回出演。
4. 1 2  東京都渋谷区のNHK放送センターCT-101スタジオより中継。
5. ↑  メンバーの宮脇咲良は過去にHKT48として1回、AKB48として3回の計4回出場。AKB48グループおよび坂道シリーズ元メンバーの出演は、第66回（2015年）の前田敦子と大島優子に次ぐ3人目(4人目は生田絵梨花)。
6. ↑  過去にラッツ&スターとして1回出場。
7. ↑  過去5回は白組で出場。
8. ↑  過去に企画枠のゲストとして1回出演。
9. ↑  「Spinning World」「チョコレイト・ディスコ」を順に披露。
10. ↑  メンバーのYOSHIKIは過去にX JAPANとして白組で8回、2018年にサラ・ブライトマンとHYDEそれぞれの紅組・白組のコラボで1回、特別企画で2回の計11回出場。HYDEは過去にL'Arc〜en〜Cielとして5回、前述のYOSHIKIとのコラボによる1回の計6回白組出場。SUGIZOは過去にLUNA SEAとして1回、X JAPANとして同じく3回の計4回白組出場。MIYAVIは過去にSMAPと石川さゆりのサポートギターとして2回出演している。
11. ↑  東京都渋谷区のNHK放送センターCT-102スタジオより中継。
12. ↑  ボイスキャスト：名塚佳織、歌唱キャスト：Ado
13. ↑  歌唱を担当したAdoとしても初出場。
14. 1 2 3  CT-101スタジオより収録。
15. ↑  メンバーの常田大希・新井和輝・勢喜遊は過去に millennium parade×Belle（中村佳穂）として紅組から1回出場。
16. ↑  MISIAのみ千葉県浦安市・東京ディズニーシーにて収録。
17. ↑  「星に願いを」「ジャンボリミッキー!」「君の願いが世界を輝かす」の順に披露。
18. ↑  メンバーの幾田は過去にYOASOBIのikuraとして2回出場。なお幾田はゲストボーカルとしての出演で出場歌手には含まれない。他のメンバーはそれぞれの記述を参照。
19. ↑  40人での出場（掛橋沙耶香が活動休止中のため。また、メンバーの小川彩は出演時間の関係でオープニングのみの参加となった）。
20. ↑  「嵐の素顔」「黄砂に吹かれて」を順に披露。
21. 1 2  CT-101スタジオより収録。歌唱前のトークは中継。
22. ↑  過去17回白組歌手として出場。
23. ↑  過去22回白組歌手で出場
24. ↑  「Call me back」はCT-101スタジオより収録、歌唱後NHKホールに登場して「卒業写真」を歌唱。
25. ↑  過去紅組で3回、特別企画で2回出場。
26. ↑  過去にKANZAI BOYAとしてSMAPのサポートダンサー、KinKi Kidsとして近藤真彦の同じく、企画枠のゲストとして3回出演。
27. ↑  「硝子の少年」「Amazing Love」を順に披露。
28. ↑  過去1回白組歌手として出場。、メンバーの玉置浩二は過去にソロで白組歌手として1回、特別枠で1回出場している。なお、メンバーの田中裕二が12月17日に死去したため、残りのメンバー4人で出場する。
29. ↑  「メロディー」「I Love Youからはじめよう」を順に披露。
30. ↑  メンバーの桑田は過去にソロとして特別企画で2回、VTR出演で1回出演した他、サザンオールスターズとしても白組3回、特別企画で2回それぞれ出場。野口は過去に白組で11回、世良はツイストとして同じく2回出場。佐野とCharは初出場。
31. ↑  小林万里子の代表曲「朝起きたら…」の替え歌、加山雄三の代表曲「夜空の星」（佐野を除く4名）、「時代遅れのRock'n'Roll Band」を順に披露。

### 選考を巡って
- 初出場は紅組5組、白組5組、特別枠1組の計11組。返り咲きは9組[73]。
  - 今回はK-POP勢が後述のJO1を含め11年ぶりに複数出場し、紅白あわせて5組となった。初出場ではIVEが2021年12月に 韓国でデビュー、 日本でも本年10月にデビューし、そのルックスや個性が若者達を中心に人気を集めている[74]。LE SSERAFIMもデビュー1年目での初出場[75]で、メンバーの宮脇咲良は前籍グループでもある48グループ在籍時にHKT48（第65回・2014年のみ）、AKB48（第67回・2016年）として出場[注 10]して以来3グループ目での出場の快挙となる[76]。ほか、日本デビュー5周年のTWICEは3年ぶりの返り咲きとなった[77]。48グループ卒業生の出演はAKB48のツートップで、歴代総選挙女王でもある前田敦子・大島優子の第66回・2015年以来7年ぶり。
  -  韓国のオーディション番組『PRODUCE 101』の日本版で結成されたボーイズグループのJO1は、オリコンシングルチャートでデビューから6作連続で週間1位を獲得し、20代女性を中心に10代から母親世代までの幅広い人気を集めた[78]。他のボーイズグループではBE:FIRSTがデビュー1年1ヶ月で初出場[79]、ジャニーズからはなにわ男子が先述のBE:FIRSTと同じくデビュー1年1ヶ月での出場となった[80]。
    - K-POP勢を含め、ダンス＆ボーカルグループが多数出場することについて、制作統括の加藤英明プロデューサーは「韓国のグループに関しては日本のマーケットだけでなく、世界のマーケットを意識されているというのを今年改めて実感しました」[81]「今年に入ってから、ライブをコロナ下で100％のお客さんを入れてできなかった期間が長かった中で、ようやくライブ活動が再開できるようになり、それが勢いをすごくさらに強化した。若手のグループの活躍が今年は目を見張るものがあったと思います」[82]と説明している。

  - Aimerはデビュー12年目で初出場。テレビアニメ『鬼滅の刃 遊郭編』主題歌「残響散歌」と「朝が来る」が共に大ヒットした[83]。
  - ロックバンドでは若者から支持を集めているSaucy Dogが初出場[84]。デビュー10周年の緑黄色社会は2020年4月に発表した「Mela!」のサブスクリプションサービスでのロングヒットが決め手となった[85]。
  - Vaundyは「花占い」など7曲でサブスクリプションサービスでの再生回数1億回を突破している[86]。同じく初出場のウタにも「逆光」を提供し、さらにTHE FIRST TAKEの企画でmilet・Aimer・幾田りらの3人が歌う「おもかげ (produced by Vaundy)」をプロデュースした。
  - この年大ヒットを記録したアニメ映画『ONE PIECE FILM RED』とのコラボレーションとして、作中に登場するキャラクター・ウタがアニメキャラとしては初めての出場[注 11]。歌声を担当するAdoとしても初出場となる[87]。これを受けて、原作者である尾田栄一郎が直筆コメントを、ボイスキャストの名塚佳織と歌唱キャストのAdoもコメントを寄せた[88]。あわせてコラボレーションによるPR企画「ONE PIECE UTA LIVE RED×WHITE」の展開を行う事も発表されている[89]。
  - 返り咲きではデビュー25周年のKinKi Kidsが6年ぶり[90]。ソロデビュー35周年で例年と比べTV露出が多かった工藤静香が24年ぶり[91]。「恋しさと せつなさと 心強さと」をセルフカバーした篠原は28年ぶりの出場[92]となり、小室が応援でピアノ演奏に駆けつけた。今年度前期放送の連続テレビ小説『ちむどんどん』の主題歌「燦燦」を歌った三浦大知と、2022年NHKサッカーテーマソング「Stardom」を歌ったKing Gnuはともに3年ぶり。この年大ヒットしたフジテレビ系ドラマ『silent』主題歌「Subtitle」を歌ったOfficial髭男dismと、Eテレで放送のテレビアニメ『アオアシ』主題歌「Presence」を歌ったSuperflyはともに2年ぶりの出場。また「Habit」のミュージックビデオで披露しているダンスが話題となったSEKAI NO OWARIは4年ぶりの出場で、初めて紅組から出場[93]。
  - この日をもって活動を休止する氷川も、紅白の枠を超える形で特別企画としての出場となった[94]。
  - 今年度後期放送の連続テレビ小説『舞いあがれ!』の主題歌「アイラブユー」を歌ったback numberも白組歌手としては不選出だったが[95]、その後、特別企画で初出場することが決まった[14]。
- 石川さゆりが紅組歌手で初の45回出場を達成した[96]。
- 68歳の天童よしみも第68回（2017年）での髙橋真梨子に並ぶ紅組歌手の最年長出場記録となった。
- 関ジャニ∞は2024年2月4日よりグループ名をSUPER EIGHTに改名したため、関ジャニ∞名義としては今回が最後の出場となった。
- 他に出場が噂されたのは、マカロニえんぴつ[97][98]、中森明菜[99]、Creepy Nuts[97]、広瀬香美[97]、水曜日のカンパネラ[97]、大江裕[97]、Mrs.GREEN APPLE[97]、Kep1er[100]、Travis Japan[100]、INI[100]、松田聖子[101]、米津玄師、SiM、ヒグチアイなどがあった。
  - このうち、Mrs.GREEN APPLEは翌年の第74回、Creepy Nutsは翌々年の第75回で出場を果たした。
- 前回の出場歌手より不選出となったのは紅組10組、白組8組の計18組[102]。
  - 紅組：AI、Awesome City Club、上白石萌音、櫻坂46、東京事変、BiSH[注 12]、millennium parade×Belle（中村佳穂）[注 13]、薬師丸ひろ子、YOASOBI[注 14]、LiSA
  - 白組：KAT-TUN、GENERATIONS、DISH//、平井大、布袋寅泰、まふまふ[注 15]、宮本浩次
- 半数近い19組の入れ替えで出場者の平均年齢はスポーツニッポン調べで前回の40.3歳から37.6歳に下がっている[73]。これはテレビ離れが進んでいると言われている若者層に訴求するべく、SNS上で人気が高く影響力の大きいアーティストを選出することで、これまで重視してきた世帯視聴率だけでなく個人視聴率や配信・SNSでのシェア・拡散が狙いにあると見られている[104][105]。
- 初出場歌手の多くは、代表曲の動画やストリーミングにおける累計再生回数が1億回を超えていることからCDセールスに代わって主流となったストリーミング再生数やビルボードジャパンチャートの実績を重視した選考であるとみられる[106]。

### 曲順を巡って
- 天童よしみが紅組トップバッターを担当した。68歳でのトップバッター担当は最年長記録となっている。
- 紅組トリに4年連続でMISIA、白組トリおよび大トリに15回出場を達成した福山雅治が起用された。後者は3年連続の白組トリ担当で初の大トリ担当になる[107]。トリが3年連続同じ組み合わせになるのは第20回（1969年） - 第22回（1971年）の美空ひばり・森進一に並び最多記録である[108]。
- 日刊大衆が行ったアンケートのトリで見たいアーティストの結果は以下の通り[109][110]。トリに選出されたMISIAと福山は太字表記とした。

| 順位 | アーティスト  | 過去のトリ回数 |
| ---- | ------------- | -------------- |
| 1位  | 石川さゆり    | 9              |
| 2位  | MISIA         | 3              |
| 2位  | 氷川きよし    | 1              |
| 2位  | 福山雅治      | 2              |
| 5位  | King & Prince | 0              |
| 6位  | ゆず          | 1              |
| 6位  | 天童よしみ    | 3              |
| 8位  | ウタ          | -              |
| 8位  | 郷ひろみ      | 0              |
| 10位 | 坂本冬美      | 1              |

- 各種メディアが挙げていたトリの候補は以下の通りである。
  - スポーツニッポン（2022年11月17日付） - 「紅組トリは4年連続でMISIAが務める可能性が高い。他にも石川さゆりなどが挙がる。白組トリは、福山やゆず（この年デビュー25周年）の名前が挙がる。紅組、白組の双方のトリがパフォーマンスを終えた後、氷川きよしが大トリとして番組を締めくくることもあり得る」[111]
  - 日刊スポーツ（2022年12月19日・12月22日付） - 「白組トリおよび大トリは福山に決定」[112][113]
  - スポーツ報知（2022年12月23日付） - 「MISIA、福山が、紅組、白組の最終歌唱者に内定。今年はMISIAがトリ、福山が初の大トリを務める」[108]
  - サンケイスポーツ（2022年12月23日付） - 「SixTONESが初のトップバッター、紅組の一番手は天童よしみ、トリがMISIA、大トリは福山」[114]

## 司会者
- 司会
  - 大泉洋（俳優・TEAM NACS・『SONGS』責任者・この年の大河ドラマ『鎌倉殿の13人』の源頼朝役）
  - 橋本環奈（女優）
  - 桑子真帆（東京アナウンス室）
- スペシャルナビゲーター
  - 櫻井翔（俳優・タレント・嵐のメンバー）
- 大泉・橋本・桑子は「司会」、櫻井は「スペシャルナビゲーター」の呼称となっている[4]。大泉は3年連続3回目、橋本は初担当、櫻井は個人として3年振り3回目[注 16]、桑子は4回目。
- 司会を芸能人から起用する際は『連続テレビ小説』や『大河ドラマ』など、NHKの番組に出演経験のある人物が選出されるのが近年の傾向となっていた。しかし、橋本はNHKの番組への出演が少ないにもかかわらず司会に選出されるという、異例の起用となった。これについて、同局メディア総局長の林理恵は2022年10月の定例会見において、「フレッシュな印象をお持ちで、私が見てもかわいらしい方、度胸のある腹のすわった方という印象がある。新しい風を紅白に持ち込んでいただけるのでは」とのコメントを出している[115][116]。なお橋本は本紅白放送後に2024年度後期放送予定の連続テレビ小説『おむすび』のヒロインに選ばれた[117]。
- 第71回・第72回ではジャニーズ事務所所属タレントが起用されていないため、第70回（2019年）以来のジャニーズ事務所所属タレントの司会起用となった。
- 今回も司会が紅組・白組・総合に分けずに統一されているため、4人が全体の進行をしたが、厳密には大泉が白組歌手を中心に、橋本が紅組歌手を中心にそれぞれステージ袖から、櫻井がジャニーズ事務所所属歌手やNHK局内のスタジオ中継を中心に進行した。

## 審査方法
今回の審査方法は前回第72回と同じく以下の3つで構成されており、各投票の多い組に1ポイント与えられ、3ポイント中2ポイント取った組が優勝となる。
- 10人のゲスト審査員による投票
- 会場観覧者による投票
- 視聴者による番組連動データ放送を使用した投票
  - 前回と同様に総合テレビ・BS4K・BS8Kの視聴者（NHKプラスとワンセグでの投票は不可）を対象に行い、視聴開始で1票、その後5分連続視聴を10回繰り返すことで票が増え（テレビ1台辺り最大5票）、全対戦終了後に票を投じる。紅白それぞれに手持ちの票を分割して投票することも可能。
  - しかしながら一部の機種で票が増えなかった不具合が発生したため、放送終了後にNHKが謝罪する事態となった[119]。

ただしゲスト審査員は10人と前回に引き続き偶数であるため、5対5で分かれた上で会場投票と視聴者投票もそれぞれ各組にポイントが与えられた場合、番組史上初の引き分け（両組同時優勝）と第54回以来、19年ぶりの完封戦（ストレート戦）の可能性もありえた。

## ゲスト出演者

### ゲスト審査員[120]
- 吉田都（新国立劇場舞踊芸術監督）：新国立劇場バレエ団のダンサーたちに呼びかけ、ウクライナの平和への祈りを込めた動画「A Prayer for PEACE」を配信。第57回以来、2度目の審査員となる。
- 福原遥（女優）：この年下期の連続テレビ小説『舞いあがれ!』のヒロイン・岩倉舞役。
- 西村宏堂（メイクアップアーティスト・僧侶）：この年、NHKワールドTVで放送されたドキュメンタリー『A Monk Who Wears Heels（ハイヒールを履いた僧侶）』が第5回アジアン・アカデミー・クリエイティブ・アワーズ ライフスタイル部門で最優秀賞にノミネートされた。
- 芦田愛菜（女優）：この年のテレビCMの年間放送回数と年間起用社数で1位に輝く。また民法改正で成人年齢が18歳に引き下げられ、その18歳を代表しての起用となった[21]。過去1回（第62回）の出場経験がある。
- 黒柳徹子（女優・司会者）：過去5回紅組司会を担当、第66回総合司会。第65回、第71回に次ぐ3度目の審査員での出演となる。
- 松本潤（俳優・タレント・嵐のメンバー）：翌年の大河ドラマ『どうする家康』の主人公・徳川家康役。嵐として12回の出場、5回の司会経験があり、初の審査員となる。櫻井と共演を果たした。司会・審査員・歌手すべて出演したのは西田敏行に次いで2人目。
- 森保一（サッカー日本代表監督）：この年のFIFAワールドカップでサッカー日本代表を率いてグループ首位で決勝トーナメントへ進出。
- 村上宗隆（東京ヤクルトスワローズ内野手）：この年スワローズをセ・リーグ連覇に導いただけでなく、日本人選手最多となる56本の本塁打を記録、史上最年少の三冠王に輝いた。
- 坂東彌十郎（歌舞伎俳優）：この年の大河ドラマ『鎌倉殿の13人』の北条時政役。過去1回（第50回）企画コーナーでの出演経験がある。
- 羽生結弦（プロフィギュアスケーター）：この年の7月、競技生活を終えプロスケーターに転向。第66回以来、2度目の審査員となる。

### 特別企画
- 秋山竜次（ロバート）：「ロバート秋山のクリエイターズ・ファイル」とのコラボ[121]。
- 三谷幸喜（脚本家・演出家）：『鎌倉殿の13人』の脚本。VTR出演[122]。
- 小栗旬（俳優）：『鎌倉殿の13人』の主人公・北条義時役。同番組とのコラボ[41]。
- 長友佑都（サッカー日本代表・FC東京ディフェンダー）：ウタ、King Gnu、石川さゆりの応援に登場[65][123]。この年のFIFAワールドカップの対ドイツ戦とスペイン戦後のインタビューで「ブラボー!」を連呼、ネット上で話題となる。
- ミッキーマウス、ミニーマウス、ドナルドダック、グーフィー、デイジーダック、チップとデール：ディズニーキャラクター。『ディズニースペシャルメドレー』に出演。
- プルート、クラリス、ホセ・キャリオカ、パンチート、マックス、ダッフィー、シェリーメイ、ジェラトーニ、ステラ・ルー：同上。同じくVTR出演。
- ピーター・パン、ウェンディ・モイラ・アンジェラ・ダーリング：ディズニー映画『ピーター・パン』のキャラクター。同上。
- ベル、アダム：同じく『美女と野獣』のキャラクター。同上。
- オーロラ、フィリップ王子：同じく『眠れる森の美女』のキャラクター。同上。
- アラジン、ジャスミン：同じく『アラジン』のキャラクター。同上。
- 白雪姫、ドーピー：同じく『白雪姫』のキャラクター。同上。
- シンデレラ、プリンス・チャーミング：同じく『シンデレラ』のキャラクター。同上。
- モアナ・ワイアリキ：同じく『モアナと伝説の海』のキャラクター。同上。
- ミゲル・リヴェラ、死者の国の住人：同じく『リメンバー・ミー』のキャラクター。同上。
- ピノキオ、ジミニー・クリケット、ゼペット、ブルー・フェアリー、J・ワシントン・ファウルフェロー、ギデオン：同じく『ピノキオ』のキャラクター。同上。
- マリー、ベルリオーズ&トゥルーズ：同じく『おしゃれキャット』のキャラクター。同上。
- リロ・ペレカイ、スティッチ：同じく『リロ・アンド・スティッチ』のキャラクター。同上。
- ジュディ・ホップス、ニック・ワイルド：同じく『ズートピア』のキャラクター。同上。

### 企画・応援ゲスト
- なかやまきんに君：天童よしみの応援として出演[29]。持ちネタである「ヤー！」「パワー！」がネット上で流行する。
- 高岸宏行（ティモンディ）：同上[29]。『鎌倉殿の13人』の仁田忠常役。
- スギちゃん、テツandトモ、ゆうたろう、アントキの猪木、3時のヒロイン（福田麻貴・かなで）、いっちゃく先生、ゴジーラ久山、ダンディ坂野：郷ひろみの応援として出演[30]。
- 松丸亮吾：水森かおりの企画で謎解き問題をプロデュース[33]。
- ファイターズガール：この年大流行した「きつねダンス」を山内惠介・日向坂46のステージで披露[35]。
- 黒島結菜：この年上期の連続テレビ小説『ちむどんどん』のヒロイン・比嘉（青柳）暢子役。三浦大知の応援として出演[124]。
- 竈門炭治郎（声：花江夏樹）、宇髄天元（声：小西克幸）：『鬼滅の刃』のキャラクター。Aimerの応援で出演[39]。
- モンキー・D・ルフィ（声：田中真弓）：『ONE PIECE』の主人公。ウタの応援で登場[43]。
- DJ KOO（TRF）、ず〜まだんけ：三山ひろしの曲中でけん玉ギネス世界記録に挑戦[125]。
- 山下達郎：KinKi Kidsへの応援メッセージを放送[126]。
- 辻本知彦、菅原小春：MISIAのバックダンサー。

### 演奏ゲスト
- 東京スカパラダイスオーケストラ：オープニングテーマおよび坂本冬美の演奏。
- ヒャダイン：山内惠介の編曲を担当。
- BOBO、Merlyn Kelly、hanna：Vaundy〜milet×Aimer×幾田りら×Vaundyの演奏。
- ダチョウ倶楽部（肥後克広・寺門ジモン）、有吉弘行：純烈のゲストボーカルとして「白い雲のように」を歌唱[15][127]。
- Cocomi：母である工藤静香のフルート演奏[54]。
- 小室哲哉：篠原涼子のピアノ演奏[58]。
- 真壁陽平、須藤優、河村吉宏、磯貝サイモン、松本ジュン：ゆず〜関ジャニ∞の演奏。
- 長岡亮介、櫻田泰啓、三浦淳悟、玉田豊夢：星野源の演奏。
- SKYE（鈴木茂、小原礼、林立夫、松任谷正隆、阿部雅士ストリングス）：松任谷由実の演奏。
- 栗田博文：石川さゆりの指揮を担当。
- 東京フィルハーモニー交響楽団、山田路子、小湊昭尚、LEO、市川慎、久保田晶子、西川啓光、望月太喜之丞：石川さゆりの演奏。
- 大友康平、原由子、ハマ・オカモト：桑田佳祐 feat. 佐野元春, 世良公則, Char, 野口五郎の演奏[26]。
- 大林武司、沖仁、石成正人、種子田健、菅野知明：弦一徹ストリングス：MISIAの演奏。
- ギラ・ジルカ、渡辺磨裕美、佐々木久美：MISIAのバックコーラス。
- 井上鑑、山木秀夫、今剛、小倉博和、三沢またろう、金原千恵子：福山雅治の演奏。
- 松本英子、田中雪子：福山雅治のバックコーラス。
- 都倉俊一：「蛍の光」の指揮。

### その他の番組担当者
- ラジオ中継：渡辺健太、浅野里香（いずれも東京アナウンス室・出場歌手発表も担当）
- テレビ放送副音声『紅白ウラトークチャンネル』：チョコレートプラネット（松尾駿・長田庄平）、杉浦友紀（東京アナウンス室）
- ナレーター：江口拓也（声優、ロイド・フォージャー役）、早見沙織（声優、ヨル・フォージャー役）：この年大ヒットしたテレビ東京ほかで放送のテレビアニメ『SPY×FAMILY』の出演者。

## その他
- Aimerは、紅白放送終了直後の2023年1月1日午前0時に、「残響散歌」を作曲した飛内将大と結婚したことを発表した[128]。
- 3年連続で白組のトリ及び初の大トリを務めた福山雅治は、同日に神奈川県横浜市のぴあアリーナMMでライブを開催した後、NHKホールに移動した[129]。
- 本番が終了して2日後の2023年1月2日19:20-20:50に総合テレビジョンで「紅白歌合戦お正月スペシャル」が生放送された（スタジオでの非公開放送）。紅白歌合戦の特集を正月に放送するのは、テレビ放送が開始された1953年以後では史上初[注 17]である。同番組では櫻井と桑子を総合司会、山里亮太をゲストに、本大会のもう一度見たいシーンや舞台裏のVTRを放送したほか、2023年がNHKのテレビ放送開始70周年であることから、歴代の紅白の名場面について、その映像に加え、歴代の紅白司会を務めた黒柳徹子、内村光良、松本潤のインタビューを交えて振り返った[130]。

## 視聴率
平均世帯視聴率は前半が31.2％（前回から0.3ポイント減）、後半が35.3％（前回から1.0ポイント増）で2年連続の40％割れとなった。これは、前回（第72回）に次ぐ歴代ワースト2位である（ビデオリサーチ・関東地区）。瞬間最高視聴率は23時39分、福山が「桜坂」を歌い終える場面で39.5%だった。
2023年1月10日、NHKは総合視聴率（タイムシフト視聴含む）とNHKプラスでの番組視聴ユニークブラウザ数を明らかにし、総合視聴率は第1部で34.0％、第2部で37.9％（関東地区）、ユニークブラウザ数は約120万であることを明らかにした。
2023年1月11日、SPA!（扶桑社）は個人視聴率とコア視聴率（いずれもビデオリサーチ・関東地区）を明らかにし、個人視聴率は第1部で23.0％、第2部で26.0％、コア視聴率は第1部で19.3％、第2部で22.7％だったことを報じた。特に第2部のコア視聴率は2022年11月27日、テレビ朝日で放送された『2022 FIFAワールドカップ 日本×コスタリカ』の数字（25.0％）に迫る勢いだったとしている。

### 歌手別視聴率
- 数字は関東地区[135]。
- 紅組、      白組、      特別企画。

| 順位 | 組 | 歌手                                              | 視聴率 |
| ---- | -- | ------------------------------------------------- | ------ |
| 1位  | 白 | 福山雅治                                          | 39.5%  |
| 2位  | 白 | MISIA                                             | 37.7%  |
| 3位  | 企 | 桑田佳祐 feat. 佐野元春, 世良公則, Char, 野口五郎 | 37.3%  |
| 4位  | 企 | 松任谷由実 with 荒井由実                          | 36.7%  |
| 5位  | 白 | KinKi Kids                                        | 36.3%  |
| 5位  | 企 | 安全地帯                                          | 36.3%  |
| 7位  | 白 | 純烈                                              | 36.0%  |
| 8位  | 紅 | 石川さゆり                                        | 35.8%  |
| 9位  | 白 | Vaundy                                            | 35.6%  |
| 10位 | 企 | back number                                       | 35.4%  |
| 10位 | 紅 | 乃木坂46                                          | 35.4%  |
| 10位 | 紅 | 篠原涼子                                          | 35.4%  |